# N,N-dimetilciclohexilamina
La N,N-dimetilciclohexilamina o N,N-dimetilciclohexanamina es una amina terciaria de fórmula molecular C8H17N. La estructura de este compuesto es semejante a la de la ciclohexilamina, si bien el único grupo amino (terciario en este caso) se halla unido a dos grupos metilo además de al ciclohexano.

## Propiedades físicas y químicas
A temperatura ambiente, la N,N-dimetilciclohexilamina es un líquido incoloro con olor a almizcle o a amoníaco.
Tiene su punto de fusión a -60 °C y su punto de ebullición a 160 °C.
Su densidad es inferior a la del agua (ρ = 0,849 g/cm³) y, en estado gaseoso, es 4,4 veces más densa que el aire.
Es un compuesto muy soluble en etanol así como en otros disolventes orgánicos habituales como benceno o acetona.
El logaritmo de su coeficiente de reparto, logP = 2,01, revela una solubilidad notablemente mayor en disolventes apolares que en agua. En consecuencia, su solubilidad en agua es reducida, del orden de 10 g/L.

Este compuesto neutraliza ácidos en reacciones exotérmicas, formando la sal correspondiente y agua. Igualmente, puede reaccionar violentamente con oxidantes fuertes.

## Síntesis y usos
La N,N-dimetilciclohexilamina se puede obtener haciendo reaccionar N-metilciclohexilamina con metanol en presencia de un complejo de rutenio(II) como catalizador. El rendimiento de esta reacción es cercano al 99%.
Otra vía de síntesis, también por N-alquilación de la N-metilciclohexilamina pero con iodometano, utiliza como catalizador diisopropil azodicarboxilato (DIAD) y TPP.
Asimismo, la metilación de la N-metilciclohexilamina puede llevarse a cabo con dióxido de carbono en condiciones reductoras; como catalizador se emplea en este caso [RuCl2(DMSO)4] con nBuPAd2 (siendo Ad=adamantilo).
Una distinta manera de producir esta amina, también con un elevado rendimiento, es por desoxigenación de óxido de N-metilciclohexilamina.
La N,N-dimetilciclohexilamina se viene utilizando, bajo el nombre comercial de Polycat 8 (DMCHA), como catalizador para promover las reacciones de uretano (poliol-isocianato) a una amplia gama de espumas rígidas.
También actúa como catalizador en la síntesis de Strecker, alfa-cianoaminación directa de cetonas y aldehídos.

## Precauciones
La N,N-dimetilciclohexilamina  es una sustancia muy inflamable; su punto de inflamabilidad es a 39 °C, alcanzando su temperatura de autoignición —temperatura mínima a la que un combustible en contacto con el aire arde espontáneamente— a 215 °C. Por encima de 42,2 °C, su vapor puede formar mezclas explosivas con el aire.
En cuanto a sus efectos sobre el organismo humano, esta amina puede causar la muerte si se inhala en grandes cantidades. Al ser un compuesto corrosivo, puede ocasionar quemaduras en la piel y daños en los ojos.
Por otra parte, la N,N-dimetilciclohexilamina es una sustancia nociva para el medio ambiente. Es extremadamente tóxica para organismos acuáticos, pudiendo provocar efectos adversos a largo plazo en el medio acuático.